# Соціал-демократична партія «Гнчакян»
Соціал-демократична партія «Гнчак» (Гнчак — вірм. «Дзвін», на честь герценівської газети) — одна з найстаріших вірменських політичних партій. Заснована в 1887 р. студентами женевського університету та видавцями вірменської революційної газети «Гнчак» як «Революційна партія Гнчак».

## Історія
Партія стала першою соціалістичною партією, що діяла на території Османської Туреччини та Персії Серед її засновників були Аветіс Назарбекян, Маріам Варданян, Геворг Гараджіян, Рубен Хан-Азат, Крістофер Оганьян, Габріель Кафян і Мануель Мануелян. Її первісною метою було досягнення незалежності Вірменії від Османської імперії під час Вірменського національно-визвольного руху.
В опублікованій в 1888 р. програмі найближчою метою партії визнавалося звільнення Західної Вірменії шляхом загальнонаціонального повстання, за чим мало послідувати встановлення соціалістичного ладу. Гнчакісти були затятими пропагандистами марксизму, вперше у вірменській дійсності з дозволу Ф. Енгельса, опублікували переклад основної частини «Комуністичного маніфесту». З відомих спільних акцій Гнчакянів і РСДРП (б) — страйк в Баку в 1904 р.
Партія активно брала участь у визвольній боротьбі вірменського народу проти Османської імперії, організувала мітинги в Гум-Габу (1890) і Баби-Алі (1895), Сасунське повстання 1904 року, повстання Зейтуна (Сулейманли) і т. ін. Членами партії були відомі гайдуки Мецн Мурад, Жирайр, Грайр, Христофор Оганян, Мурад Себастаци (згодом приєднався до дашнаків) та ін.
20 лідерів партії були повішені в Стамбулі на початковому етапі Геноциду вірмен (1915).
Партія зіграла важливу роль в захисті Першої Республіки Вірменія, її члени брали участь в Сардарапатській битві.
Після окупації більшовиками Вірменії Гнчакісти оголосили про самоліквідацію. Однак в ряді країн партія продовжувала свою діяльність, зокрема, брала участь в самообороні вірменської громади Лівану в 1970 — 80-х р.р.
З початку 1990-х Гнчакісти брали участь в обороні Карабаху, був створений загін «Мецн Мурад».

## Закордонні відділення
Сьогодні партія має відділення в США, Лівані, Сирії, Кувейті, Вірменії, Єгипті, Аргентині, Уругваї, Канаді, Австралії, Британії, у Франції, на Кіпрі і т. ін. Видаються газети: «Арарад» (Ліван), «Нор Серунд» (Вірменія), «Джаакір» (Єгипет), «Масіс» (США), «Занг» (Австралія) та ін. , випускається вірменський телечас (Канада) і радіопрограма (Австралія). Партія виступає за справедливе вирішення вірменського питання і повернення всіх вірмен на історичну батьківщину.
У Вірменії партія входить в опозиційну парламентську фракцію «Справедливість», член партії Егік Джереджян — депутат ліванського парламенту.

## Молодіжні та соціальні підрозділи
- Спілка A.E.B.U. (англ. The Armenian Educational Benevolent Union) — «Вірменський освітній благодійний союз», що підтримує вірменські школи; оздоровчі та соціальні установи;
- молодіжні союзи «Дхруні» і «Гайдз»;
- спортивний клуб «Homenmen»[en].

## Вірменське лобі за кордоном
- Вірменське лобі в США(англ.)